# Eurema nicippiformis
Eurema nicippiformis es una especie de mariposa, de la familia de las piérides, que fue descrita originalmente con el nombre de Abaeis nicippiformis, por Eugene G. Munroe, en 1947, a partir de ejemplares procedentes de Haití.

## Distribución
Eurema nicippiformis es endémica de Haití, en la región Neotropical.